# Helina aspidocerca
Helina aspidocerca är en tvåvingeart som beskrevs av Feng 2001. Helina aspidocerca ingår i släktet Helina och familjen husflugor.
Artens utbredningsområde är Sichuan (Kina). Inga underarter finns listade i Catalogue of Life.